# Pierre Laurent

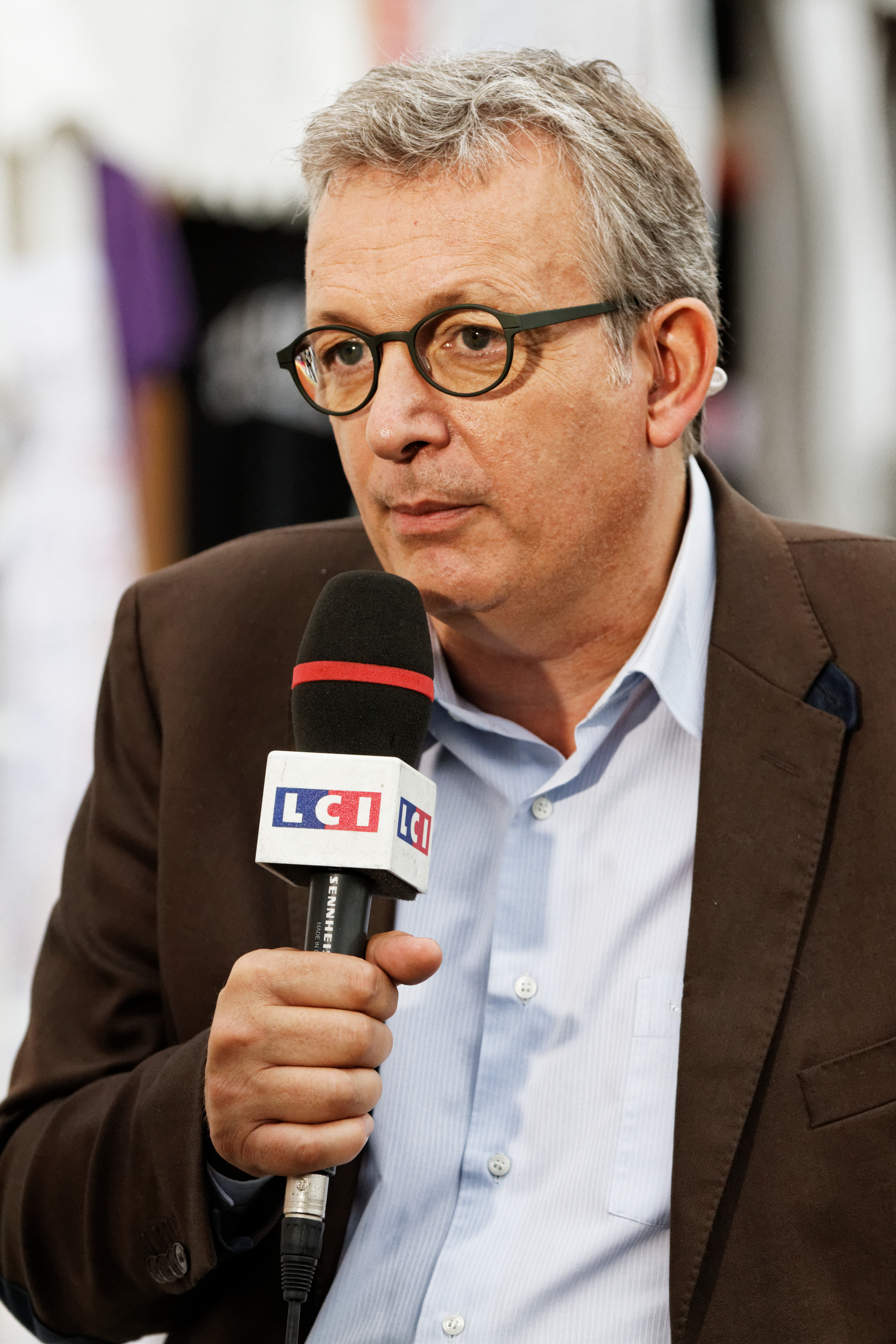
Pierre Laurent in 2013

Pierre Laurent (Parijs, 1 juli 1957) is een Frans communistisch politicus en journalist.

## Levensloop
Hij is een zoon van Paul Laurent, die lid was van de Assemblée nationale namens de Franse Communistische Partij (PCF). Pierre werd militant bij de Jong-communisten en was hun voorzitter van 1982 tot 1985.
Hij behaalde een master in economie en werd economisch journalist bij L'Humanité. Hij werd er hoofdredacteur (1999) en redactiedirecteur (2000). Hij verliet de krant in 2008. Het werd bekend dat, ondanks de zware financiële moeilijkheden die de krant kende, Laurent op acht jaar tijd 550.000 euro wedde had opgestreken of circa 70.000 euro per jaar.
In 2000 werd hij lid van de Nationale Raad van de Franse Communistische Partij. In 2009, bij het 33e congres van de partij, was hij de belangrijkste auteur van de slotresoluties.
Voor de regionale verkiezingen van 2010 voerde hij in de regio Île-de-France de lijst van de linkse partijen (Front de Gauche) aan. De lijst behaalde 6,55% van de stemmen.
In 2010 werd hij in opvolging van Marie-George Buffet nationaal secretaris van de Parti Communiste. Hij werd voorzitter van de Europese partij Europees Links (2010-2016). In 2016 werd hij vicevoorzitter.
In 2012 werd hij Frans senator en trad toe tot de senaatsfractie partis de gauche.
In 2013 werd hij herkozen als nationaal secretaris van de Parti Communiste.
In juni 2015 nam hij opnieuw deel aan de regionale verkiezingen voor de regio Île-de-France, maar de verzamelde kleine linkse partijen behaalden slechts 6,63 % van de stemmen.
In 2016 werd hij herkozen aan het hoofd van de Parti Communiste.
Bij de tweede ronde van de presidentsverkiezingen in 2017 gaf hij zijn steun aan Emmanuel Macron.

## Publicaties
- Le Nouveau Pari communiste, Le Cherche midi, 2011, ISBN 978-2749121352.
- Maintenant prenez le pouvoir, voorwoord Alexis Tsipras, Éditions de l'Atelier, 2012, ISBN 978-2708242104.
- 99%, 1% de la population mondiale possède plus que tous les autres, Nous sommes les 99%!, Le Cherche midi, 2016, ISBN 978-2749148342.